# Rhizoecus caladii
Rhizoecus caladii är en insektsart som beskrevs av Green 1933. Rhizoecus caladii ingår i släktet Rhizoecus och familjen ullsköldlöss. Inga underarter finns listade i Catalogue of Life.